# Пороховые (исторический район)
Пороховы́е — исторический район на востоке Санкт-Петербурга (Красногвардейский район).
Название получил по располагавшимся здесь пороховым складам. Строительство порохового завода на Охте было начато по указу Петра I в 1715 году.
Район Пороховые расположен между рекой Охтой, улицей Химиков, Капсюльным шоссе, Ржевской улицей, улицей Красина, Пороховским кладбищем, Рябовским шоссе, Пороховским лесопарком, железнодорожными линиями Окружной, Ладожский вокзал — Горы и Соединительной.

## Ржевка-Пороховые
Местность к юго-западу от Пороховых имеет устойчивое название Ржевка-Пороховые, полученное по названиям Пороховых и близлежащего исторического района Ржевка.
Прежде[когда?] здесь была дачная местность. В 1970-х годах эту часть города охватила массовая застройка в основном панельными домами 504-й, 121-й и 137-й серии. Бо́льшая часть застройки была сформирована к середине 1980-х годов. После этого практиковалась лишь точечная застройка в отдельных местах жилого района.
Основными магистралями Ржевки-Пороховых являются проспекты Косыгина, Индустриальный, Наставников и Ириновский.